# シーズ (企業)
株式会社シーズ（英文名称：Seeds Co.,Ltd.）は、転職支援、求人情報、人材育成、アウトソーシングなどを手掛ける、総合人材サービス会社である。

## 概要
株式会社シーズは岡山に拠点を置く企業である。
各、拠点は本社は岡山市で広島市と福山市で事業を展開している。
新卒採用から人材紹介、アルバイト求人、教育・研修などインターネットサービスを展開する企業である。
学生からの人気もあり、2013年には日本経済新聞の『中国・四国地区　就職希望企業ランキング』にて32位にランクインしている。
2014年には経済産業省の「中小企業IT経営力大賞2014」において「IT経営実践認定企業」の認定を受けている。
また、2014年9月24日（水）より、社員教育・企業研修に特化した学習システム「シーズeラーニングシステム」のサービスを開始をした。

### 社名の由来
『seeds（シーズ）』とは（植物の種子）の意。求職者や取引先に地域社会で大きく芽吹き綺麗な花を咲かせてもらいたい、という想いを現している。

## 事業内容
- 求人サービス
  - オカジョブ転職
  - ヒロジョブ転職
- 人材紹介サービス
  - オカジョブキャリア
  - ヒロジョブキャリア
- 就職支援サービス 
  - オカジョブ
  - ヒロジョブ
  - カガワジョブ
- アルバイト求人サービス
  - アルバイトドットコム
- 教育・研修サービス
  - シーズeラーニングシステム

## 拠点
本社
〒700-0024 岡山県岡山市北区駅元町30-3
広島支店
〒730-0053 広島県広島市中区東千田町1-1-61

## 沿革
- 1998年9月 株式会社シーズの前身 「有限会社シーズ・ジャパン」 設立
- 1998年11月	業務拡大の為、岡山市新福2-12-10へ移転
- 1998年12月	新卒採用活動状況管理システム 「SOS Ver.1」 リリース
- 1999年7月 業務拡大の為、岡山市新保677-10へ移転
- 2000年1月 株式会社シーズへ社名変更
- 2000年3月 株式会社イー・キュー・ジャパンとパートナー契約を締結
- 2000年5月 厚生労働大臣許可の有料職業紹介事業の免許を取得
- 2000年10月	就職、仕事探し総合支援 「オカジョブ・ドットコム」サービス開始
- 2001年2月 EQ検査の分析システムサービス導入
- 2001年2月 新卒向け就職支援 「オカジョブ」 サービス開始
- 2002年2月 EQによる、営業・販売行動改革研修プログラム 「EQS」 を開発
- 2003年9月 業務拡大の為、岡山市昭和町11-5へ移転
- 2003年9月 オカジョブ転職の前身、人材紹介と求人情報を融合した 「オカジョブプロ」 サービス開始
- 2008年6月 新卒向け就職支援 「カガワジョブ」 サービス開始
- 2008年6月 新卒向け就職支援 「ヒロジョブ」 サービス開始
- 2011年10月	人材紹介と求人情報を融合した 「オカジョブ転職」 サービス開始
- 2011年10月 人材紹介と求人情報を融合した 「ヒロジョブ転職」 サービス開始
- 2012年2月 緊急人材育成支援事業に採択され、介護職員基礎研修サービス開始
- 2013年4月 アルバイト求人サイト「オカジョブバイト」サービス開始
- 2013年8月 オカジョブバイトの前身、全国版のアルバイト求人 「アルバイトドットコム」 サービス開始
- 2014年2月 経済産業省主催「中小企業IT経営力大賞」で、IT経営実践認定企業]に選出
- 2014年6月 オカジョブ転職から「オカジョブ転職エージェント」を経て「オカジョブキャリア」へ名称変更
- 2014年6月 ヒロジョブ転職から「ヒロジョブ転職エージェント」を経て「ヒロジョブキャリア」へ名称変更
- 2014年7月 岡山県の正社員求人サイト「オカジョブ転職」サービス開始
- 2014年9月 社員教育に特化した学習システム「シーズeラーニングシステム」サービス開始
- 2016年5月 広島県の正社員求人サイト「ヒロジョブ転職」サービス開始
- 2016年6月 広島県福山市に営業所を開設
- 2016年6月 岡山市北区厚生町に本社移転
- 2020年5月 岡山市北区駅元町に本社移転